# Кожуховская, Малгожата
Малгожата Кожуховская (пол. Małgorzata Kożuchowska; род. 27 апреля 1971, Вроцлав, Польша) — польская актриса театра, кино, радио и телевидения, также актриса озвучивания.

## Биография
Малгожата Кожуховская родилась 27 апреля 1971 года во Вроцлаве. В 1993 г. окончила Государственную высшую театральную школу  в Варшаве (теперь Театральная академия им. А. Зельверовича). Дебютировала в театре в 1994 году. Актриса театров в Варшаве. Выступает в спектаклях «театра телевидения» с 1993 г. и «театра польского радио» с 1995 г.

## Избранная фильмография
| Год  |   | Русское название                | Оригинальное название               | Роль                                               |
| ---- | - | ------------------------------- | ----------------------------------- | -------------------------------------------------- |
| 1997 | ф | Киллер                          | Kiler                               | / Ewa Szańska                                      |
| 1999 | ф | Киллер 2                        | Kiler-ów 2-óch                      | / Ewa Szańska                                      |
| 2002 | ф | Суперпродукция                  | Superprodukcja                      | / Małgorzata Kożuchowska, звезда фильма «Свинство» |
| 2005 | ф | Судебный исполнитель            | Komornik                            | / Anna                                             |
| 2007 | ф | Ханя                            | Hania                               | / Kasia                                            |
| 2008 | ф | Сонливость                      | Senność                             | / Róża                                             |
| 2021 | ф | Вышиньский — месть или прощение | Wyszyński - zemsta czy przebaczenie | Эльжбета (Ружа Чацкая) / Elżbieta Róża Czacka      |